# 세실리아 카라
세실리아 카라(Cécilia Cara, 1984년 6월 5일 ~ )는 프랑스의 배우, 가수이다.